# 奧帕卡市鎮
奧帕卡市，是保加利亞的城鎮，位於該國東北部，由特爾戈維什特州負責管轄，首府設於奧帕卡，面積157平方公里，2009年人口8,137，人口密度每平方公里51.83人。
43°27′00″N 26°10′00″E / 43.45°N 26.166667°E